# Oenothera macbrideae
Oenothera macbrideae là một loài thực vật có hoa trong họ Anh thảo chiều. Loài này được (A. Nelson) A. Heller mô tả khoa học đầu tiên năm 1913.